# 高平久吉
高平 久吉（たかひら ひさきち、1877年（明治10年） - 1927年（昭和2年）3月18日）は、日本の政治家。宮城県富谷村長。

## 来歴
宮城県黒川郡富谷村（のち富谷町、現・富谷市）出身。西成田小学校卒。家業の農業に従事し、1909年（明治42年）耕地整理組合長となり、耕地整理を完成させた。学務委員、富谷村会議員、消防組頭、村助役などを経て、1922年（大正11年）富谷村長に就任した。村長は1927年（昭和2年）まで務め、同年在任中に死去した。